# Frank Thiess
Frank Thiess   (Ikšķile, 1 de març de 1890 (Julià) - Darmstadt, 22 de desembre de 1977) fou un escriptor alemany.

## Llista de novel·les
- Der Tod von Falern, 1921
- Die Verdammten, 1922
- Angelika ten Swaart, 1923
- Jugend (tetralogia)
  - Der Leibhaftige, 1924
  - Das Tor zur Welt, 1926
  - Abschied vom Paradies. Ein Roman unter Kindern, 1927
  - Der Zentaur, 1931
- Frauenraub, 1927 (retitulat Katharina Winter, 1949)
- Johanna und Esther. Eine Chronik ländlicher Ereignisse, 1933
- Der Weg zu Isabelle, 1934
- Tsushima. Der Roman eines Seekrieges, 1936
- Stürmischer Frühling. Ein Roman unter jungen Menschen, 1937
- Das Reich der Dämonen. Der Roman eines Jahrtausends, 1941
- Neapolitanische Legende, 1942
- Der Tenor von Trapani, 1942
- Caruso in Sorrent, 1946
- Die Straßen des Labyrinths, 1951
- Geister werfen keinen Schatten, 1955
- Sturz nach oben. Roman über das Thema eines Märchens, 1961
- Der schwarze Engel, 1966
- Der Zauberlehrling, 1975